# Alexander Klee (Kunsthistoriker)
Alexander Klee (* 1964 in Heidelberg) ist ein deutscher Kunsthistoriker und Museumskurator.

## Leben
Alexander Klee studierte Kunstgeschichte, Alte Geschichte und Klassische Archäologie an der Universität Tübingen und der Universität des Saarlandes, wo er auch 1997  promoviert wurde. Er hat sich auf die Erforschung der Maler Adolf Hölzel, Emil Jakob Schindler, Georg Karl Pfahler und Künstler der klassischen Moderne spezialisiert. Er ist Mitbegründer der Adolf Hölzel-Stiftung und führt das Werkverzeichnis dieses Malers. Klee war freier Ausstellungskurator und hat zahlreiche Katalogbeiträge verfasst.
Alexander Klee arbeitete mehrere Jahre in der Galerie Schlichtenmaier, Stuttgart und wirkt seit 2010 am Belvedere in Wien als Kurator für die zweite Hälfte des 19. Jahrhunderts.

## Publikationen (Auswahl)
- Formkunst – Phänomen eines Kulturraums. In: Agnes Husslein-Arco / Alexander Klee (Hrsg.): „Kubismus, Konstruktivismus, Formkunst“, Ausst. Kat. Österreichische Galerie Belvedere, Wien 10. März – 19. Juni 2016
- Adolf Hölzel und die Wiener Secession. Prestel, München 2006, ISBN 978-3-7913-3594-0.
- Agnes Husslein-Arco und Alexander Klee: "Formalisierung der Landschaft – Hölzel, Mediz, Moll u. a., Wien 2013. ISBN 978-3-7774-2124-7
- Georg Karl Pfahler: die Entstehung seines Werkes im internationalen Kontext. Pirrot, Saarbrücken-Dudweiler 1997, ISBN 3-930714-23-X (Dissertation Universität Saarbrücken).
- mit Kuno Schlichtenmaier: Albert Mueller: Leben und Werk. Theiss, Stuttgart 1992, ISBN 3-8062-1048-9.
- Fleischmann, Adolf Richard. In: Allgemeines Künstlerlexikon. Die Bildenden Künstler aller Zeiten und Völker (AKL). Band 41, Saur, München u. a. 2004, ISBN 3-598-22781-7, S. 155.
- Georg Karl Pfahler – Die autonome Wirkkraft der Farbe, in: Kritisches Lexikon der Gegenwartskunst, Ausgabe 52, Heft 30, München 2000